# Un home de família
Un home de família (originalment en anglès, A Family Man) és una pel·lícula dramàtica estatunidenca del 2016 dirigida per Mark Williams, en el seu debut com a director, i escrita per Bill Dubuque. La pel·lícula explica la història de Dane Jensen, un reclutador corporatiu de Chicago, que ha d'equilibrar les seves aspiracions professionals i la seva vida familiar cada cop més complexa. La pel·lícula és protagonitzada per Gerard Butler, Willem Dafoe, Anupam Kher, Alfred Molina, Alison Brie i Gretchen Mol.
El novembre de 2012, es va revelar el primer guió de Bill Dubuque, The Headhunter's Calling, el títol inicial en anglès. El 2 de setembre de 2015, es va anunciar que Gerard Butler protagonitzaria la pel·lícula dramàtica familiar The Headhunter's Calling, que seria dirigida per Mark Williams, que faria el seu debut. Williams i Butler produirien la pel·lícula juntament amb Alan Siegel, mentre que Voltage Pictures s'encarregaria de la distribució internacional de la pel·lícula. Nicolas Chartier, Craig Flores i Patrick Newall també produirien la pel·lícula.
El rodatge principal va començar el 26 d'octubre de 2015 a Toronto. Es va projectar al Festival Internacional de Cinema de Toronto de 2016. També es va rodar a Chicago, a partir del 13 de desembre de 2015 i va acabar el 18 de desembre. La pel·lícula es va estrenar el 28 de juliol de 2017 per Vertical Entertainment. L'1 de gener de 2022 es va estrenar el doblatge en català a TV3; el 7 d'agost del mateix any es va emetre la versió en valencià a À Punt.
Al lloc web d'agregador de ressenyes Rotten Tomatoes, la pel·lícula té una puntuació d'aprovació del 13% basada en 24 ressenyes, amb una valoració mitjana de 3,94 sobre 10. El consens crític del lloc diu: "Un home de família té algunes idees dignes, però s'enfonsen en un melodrama de mig camí poblat amb personatges poc esbossats i, de vegades, francament desagradables". A Metacritic, que assigna una qualificació normalitzada a les crítiques, la pel·lícula té una puntuació mitjana ponderada de 21 sobre 100, basada en 7 crítics, la qual cosa indica "crítiques generalment desfavorables".

## Repartiment
- Gerard Butler com a Dane Jensen,[2] marit d'Elise i pare de Lauren i Ryan
- Gretchen Mol com a Elise Jensen,[3] dona de Dane i mare de Lauren i Ryan
- Alison Brie com a Lynn Wilson,[3] rival de Dane
- Anupam Kher com al Dr. Savraj Singh
- Willem Dafoe com a Ed Blackridge,[12] cap de Dane
- Alfred Molina com a Lou Wheeler[12]
- Dustin Milligan com a Sumner Firestone
- Maxwell Jenkins com a Ryan Jensen,[13] fill de Dane i Elise i germà de Lauren
- Julia Butters com a Lauren Jensen, filla de Dane i Elise i germana d'en Ryan
- Mimi Kuzyk com a Bernadine
- Dwayne Murphy com a Antoine, la infermera d'en Ryan
- Kathleen Munroe com a Toni